# Pierre Pourtalet
Pierre Pourtalet (Marsiglia, 29 febbraio 1984) è un pallavolista francese.
Gioca nel ruolo di schiacciatore.

## Carriera
La carriera di Pierre Pourtalet inizia nella stagione 2003-04 nell'Association Sportive Cannes Volley-Ball. Seguono due anni nella formazione corsa del GFCO Ajaccio, prima di fare ritorno nella società di Cannes, dove ottiene la vittoria della Coppa di Francia 2006-07.
Successivamente tenta un'esperienza all'estero, senza ottenere grandi risultati: nel 2007-08 gioca nel campionato greco nelle file dell'Ayek Korinthos, mentre nel 2008-09 in Svizzera, con il Volley Ball Club Martigny. Nella stagione 2008-09 fa ritorno in Francia, dove viene tesserato dall'Association Sportive Orange Nassau, mentre dal 2009-10 al 2012-13 torna alla squadra di Ajaccio.

## Palmarès
- Coppa di Francia: 1

2006-07